# Tjodolfo de Hvinir
Tjodolfo de Hvinir (em norueguês Tjodolv den kvinværske, em dinamarquês Thjodolf den Hvinverske e em sueco Tjodolv av Hvin) foi um escaldo (poeta) norueguês, ativo, cerca do ano 900, na corte do rei norueguês Haroldo Cabelo Belo.
Tjodolfo e sua obra são conhecidos graças ao poeta Snorri Sturluson, que na introdução da sua Heimskringla (século XIII) afirma que Tjodolfo era um escaldo na corte do rei Haroldo Cabelo Belo (c. 850 - 933). Para a primeira parte da Heimskringa (chamada Saga dos Inglingos), Snorri utilizou a obra de Tjodolfo Ynglingatal, uma enumeração dos reis da dinastia escandinava dos Ynglingos desde sua origem divina, seu estabelecimento na Suécia (ao redor de Upsália) e posterior chegada à Noruega. A Ynglingatal é reproduzida na Saga e, graças a isso, pelo menos uma parte do poema chegou aos nossos dias.
A Tjodolfo é ainda atribuído o poema Haustlöng, preservado em parte na Edda em prosa, outra obra de Snorri.